# 게레로멧밭쥐
게레로멧밭쥐 또는 베이커작은이빨멧밭쥐(Reithrodontomys bakeri)는 비단털쥐과에 속하는 설치류의 일종이다. 아메리카멧밭쥐속에 속하는 약 20종 중의 하나로 생쥐는 아니다. 2004년에 멕시코 중부 지역에서 발견되었다.